# Поде
Поде (фр. Paudex) — громада  в Швейцарії в кантоні Во, округ Лаво-Орон.

## Географія
Громада розташована на відстані близько 80 км на південний захід від Берна, 5 км на південний схід від Лозанни.
Поде має площу 0,5 км², з яких на 80% дозволяється будівництво (житлове та будівництво доріг), 8% використовуються в сільськогосподарських цілях, 10% зайнято лісами, 2% не є продуктивними (річки, льодовики або гори).

## Демографія
2019 року в громаді мешкало 1529 осіб (+9,8% порівняно з 2010 роком), іноземців було 31,5%. Густота населення становила 3120 осіб/км².
За віковим діапазоном населення розподілялося таким чином: 17,3% — особи молодші 20 років, 60,5% — особи у віці 20—64 років, 22,2% — особи у віці 65 років та старші. Було 733 помешкань (у середньому 2,1 особи в помешканні).
Із загальної кількості 1129 працюючих 7 було зайнятих в первинному секторі, 49 — в обробній промисловості, 1073 — в галузі послуг.